# Starfighter Pilot
Starfighter Pilot è un singolo del gruppo musicale scozzese Snow Patrol, pubblicato nel 1999.

## Tracce
CD 1
1. Starfighter Pilot (Radio Mix) - 3:40
2. Raze the City - 4:21
3. Riot, Please - 2:52

CD 2
1. Starfighter Pilot (The Bad Belle Mix) - 4:29
2. Starfighter Pilot (Cut La Roc Mix) - 3:59
3. Starfighter Pilot (Steve Hitchcock Mix) - 3:09